# Nikodem Kowalski
Nikodem Stefan Kowalski (ur. 3 sierpnia 1841 w Barłożnie, zm. 19 stycznia 1925 w Kazanicach) – duchowny rzymskokatolicki, proboszcz parafii w Czarżu, parafii pw. św. Mikołaja w Zwiniarzu w latach 1892–1904 oraz parafii w Kazanicach, działacz patriotyczny, uczestnik strajku szkolnego w latach 1906–1907, represjonowany w czasach pruskich. 

## Życiorys
Szkoła i wykształcenie
Ks. Nikodem Stefan Kowalski zdał maturę w 1867. Następnie odbył studia w Seminarium Duchownym w Pelplinie. Święcenia kapłańskie otrzymał 25 lipca 1871 roku.
Działalność
Ks. Kowalski pełnił funkcję wikariusza w Lisewie i Subkowach. W okresie kulturkampfu rząd pruski uznał jego działalność duszpasterską za nieważną. Następnie sąd starogardzki skazał go na 10 talarów grzywny i trzy tygodnie więzienia. Za dalszą działalność na rzecz polskości został w 1875 r. ponownie skazany na 100 talarów grzywny i cztery tygodnie więzienia. Otrzymał również zakaz opuszczania prowincji. W latach 1876–1883 nie mógł być oficjalnie zatrudniony w duszpasterstwie. Pomagał więc dorywczo księżom w różnych parafiach. W latach 1884–1885 zarządzał parafią w Grabowie, Papowie Toruńskim (1886) i Czarżu (1887). W 1888 został proboszczem parafii w Czarżu.
Proboszczem w parafii pw. św. Mikołaja w Zwiniarzu został 16 marca 1892 r. W 1904 r. mianowano go proboszczem parafii w Kazanicach.
Ks. Kowalski wsparł strajk szkolny w latach 1906–1907, którego celem była obrona nauczania religii w języku polskim. W dniu 11 listopada 1906 odczytał z ambony odezwę popierającą strajk dzieci i rodziców. Był jednym z siedmiu proboszczów posługujących w dekanacie lubawskim, którzy zdecydowali się na ten krok. Oświadczenie księży zostało opublikowane w Gazecie Grudziądzkiej. W wyniku odezwy doszło do rozszerzenia strajku o kolejne miejscowościach dekanatu lubawskiego i uzyskania poparcia przez księży z dekanatu lidzbarskiego i górzneńskiego. Ks. Nikodem Kowalski wraz z pozostałymi proboszczami za wsparcie strajku został skazany w procesie sądowym w Lubawie w dniu 29 stycznia 1907 na karę jednego miesiąca więzienia. Wyrok odbył w więzieniu w Gdańsku. Nałożoną na niego karę w 1907 wspominano jeszcze 20 lat później.   
Zmarł 19 stycznia 1925 w Kazanicach.   

## Ordery i odznaczenia
- Złoty Krzyż Zasługi (pośmiertnie, 13 stycznia 1939)[13][14]